# Hashimoto Kento
Hashimoto Kento (橋本 拳人 Hashimoto Kento, sinh ngày 16 tháng 8 năm 1993) là một cầu thủ bóng đá người Nhật Bản, thi đấu cho Rostov vị trí tiền vệ.

## Sự nghiệp
Là một trong những tiềm năng của hệ thống trẻ F.C. Tokyo, anh được đẩy lên đội một từ mùa giải 2011. Anh không tìm được nhiều vị trí trong đội hình, vì vậy Hashimoto được cho mượn đến Roasso Kumamoto thi đấu mùa giải 2013 và 2014.

## Thống kê câu lạc bộ
Cập nhật đến ngày 23 tháng 2 năm 2019.
| Thành tích câu lạc bộ | Thành tích câu lạc bộ | Thành tích câu lạc bộ | Giải vô địch | Giải vô địch | Cúp                   | Cúp                   | Cúp Liên đoàn | Cúp Liên đoàn | Châu lục | Châu lục  | Tổng cộng | Tổng cộng |
| Mùa giải              | Câu lạc bộ            | Giải vô địch          | Số trận      | Bàn thắng    | Số trận               | Bàn thắng             | Số trận       | Bàn thắng     | Số trận  | Bàn thắng | Số trận   | Bàn thắng |
| Nhật Bản              | Nhật Bản              | Nhật Bản              | Giải vô địch | Giải vô địch | Cúp Hoàng đế Nhật Bản | Cúp Hoàng đế Nhật Bản | J. League Cup | J. League Cup | AFC      | AFC       | Tổng cộng | Tổng cộng |
| --------------------- | --------------------- | --------------------- | ------------ | ------------ | --------------------- | --------------------- | ------------- | ------------- | -------- | --------- | --------- | --------- |
| 2012                  | FC Tokyo              | J1 League             | 0            | 0            | 0                     | 0                     | 0             | 0             | 0        | 0         | 0         | 0         |
| 2013                  | FC Tokyo              | J1 League             | 0            | 0            | –                     | –                     | 0             | 0             | –        | –         | 0         | 0         |
| 2013                  | Roasso Kumamoto       | J2 League             | 21           | 0            | 1                     | 0                     | –             | –             | –        | –         | 22        | 0         |
| 2014                  | Roasso Kumamoto       | J2 League             | 39           | 0            | 1                     | 0                     | –             | –             | –        | –         | 40        | 0         |
| 2015                  | FC Tokyo              | J1 League             | 13           | 1            | 2                     | 1                     | 4             | 0             | –        | –         | 19        | 2         |
| 2016                  | FC Tokyo              | J1 League             | 28           | 4            | 1                     | 0                     | 4             | 0             | 6        | 0         | 39        | 4         |
| 2017                  | FC Tokyo              | J1 League             | 26           | 5            | 0                     | 0                     | 6             | 1             | –        | –         | 32        | 6         |
| 2018                  | FC Tokyo              | J1 League             | 27           | 1            | 2                     | 1                     | 3             | 0             | –        | –         | 32        | 2         |
| Tổng                  | Tổng                  | Tổng                  | 154          | 11           | 7                     | 2                     | 17            | 1             | 7        | 0         | 185       | 14        |

### Bàn thắng quốc tế
| # | Ngày               | Địa điểm                                      | Đối thủ    | Bàn thắng | Kết quả | Giải đấu                 |
| - | ------------------ | --------------------------------------------- | ---------- | --------- | ------- | ------------------------ |
| 1 | 7 tháng 6 năm 2021 | Sân vận động Panasonic Suita, Suita, Nhật Bản | Tajikistan | 3–1       | 4–1     | Vòng loại World Cup 2022 |